# 伊集院彦吉
伊集院彦吉（日语：／ Ijūin Hikokichi；1864年7月22日—1924年4月26日），日本明治、大正時代的外交官、日本驻华公使、外務大臣、男爵。
任內歷經辛亥革命及清朝滅亡、民國建立。期間，日本既支持革命党也支持大清王朝，图谋分裂中国。武昌起义爆发之后的10月28日，他致密电给内田康哉外务大臣：“帝国政府亟须当机立断，下定决心……趁此绝好时机，亟应在华中、华南建立两个独立国家，而使满清朝廷偏安华北……维持满清朝廷于华北一隅，而使其与南方汉人长期对峙，乃属对帝国有利之上策。”

## 经历
生于薩摩藩。1890年7月 東京帝國大学法科大学政治科卒業。同年入外務省。
- 1893年 日本驻芝罘（今山東省煙台）副領事。
- 1901年 日本驻天津領事（后任总领事）
- 1904年7月 日本驻牛莊領事（兼任）
- 1908年6月 日本驻清國公使
- 1916年2月 日本驻意大利特命全權大使
- 1919年1月 巴黎和會全權委員
- 1922年9月 关东州长官就任
- 1923年9月 第2次山本內閣外務大臣就任